# 宜秋門院丹後

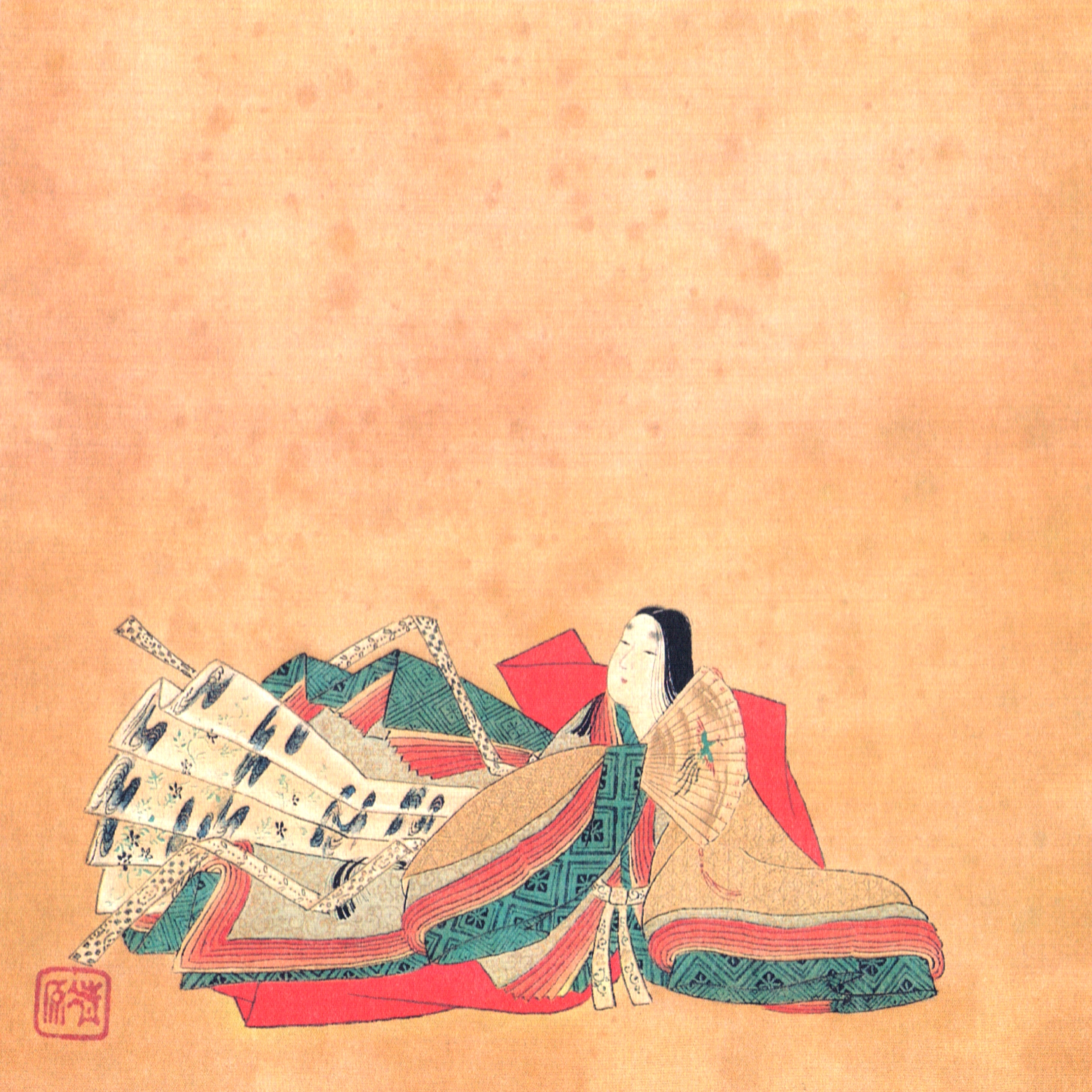
宜秋門院丹後 - 寛文年間 清原雪信

宜秋門院丹後（ぎしゅうもんいんのたんご、生没年不詳）は、平安時代末期から鎌倉時代初期にかけての歌人である。女房三十六歌仙の一人。丹後守源頼行の娘。源兼綱らの兄妹。源頼政は伯父にあたり、従姉妹に二条院讃岐がいる。摂政家丹後、丹後少将、丹後禅尼とも呼ばれる。

## 経歴
九条兼実家に出仕、後に兼実の息女任子（宜秋門院）に仕え、1175年（安元元年）以降多くの歌会・歌合に出詠した。1201年（建仁元年）に出家、その後も1207年（承元元年）頃まで歌人としての活動がみえる。『千載和歌集』以下の勅撰集、多数の歌合や百首歌等に作品を残している。
没年は不明であるが滋賀県大津市大将軍に丹後の墓と伝えられる石碑がある。

## 逸話
- この作品[1]から「異浦（ことうら）の丹後」とも異名された。

- 女流歌人を重視した後鳥羽院に、その歌才を愛された。

「やさしき歌」ばかりではなく、異色の催しとして1205年（元久2年）の詩歌合に、女房として選出されており、摂政家の女房として九条良経主催の歌合で積んだ実績を評価されたと考えられる。また、後鳥羽院は、有力な女流歌人達が高齢化して世を去ったり、仏道に専念して歌に積極的でなくなっていくことを残念がっていたという。
ここで名前を挙げられている丹後も、出家後に何度か歌合や百首歌に出詠してはいるが、要求する側の認識として「どうやら嫌がられているらしい」と気付いていることがわかる。

## 作品
勅撰集
| 歌集名         | 作者名表記   | 歌数 | 歌集名         | 作者名表記   | 歌数 | 歌集名         | 作者名表記   | 歌数 |
| -------------- | ------------ | ---- | -------------- | ------------ | ---- | -------------- | ------------ | ---- |
| 千載和歌集     | 摂政家丹後   | 3    | 新古今和歌集   | 宜秋門院丹後 | 9    | 新勅撰和歌集   | 宜秋門院丹後 | 6    |
| 続後撰和歌集   | 宜秋門院丹後 | 2    | 続古今和歌集   | 宜秋門院丹後 | 2    | 続拾遺和歌集   | 宜秋門院丹後 | 2    |
| 新後撰和歌集   | 宜秋門院丹後 | 4    | 玉葉和歌集     | 宜秋門院丹後 | 5    | 続千載和歌集   | 宜秋門院丹後 | 2    |
| 続後拾遺和歌集 | 宜秋門院丹後 | 2    | 風雅和歌集     |              |      | 新千載和歌集   | 宜秋門院丹後 | 2    |
| 新拾遺和歌集   | 宜秋門院丹後 | 2    | 新後拾遺和歌集 | 宜秋門院丹後 | 1    | 新続古今和歌集 | 宜秋門院丹後 | 3    |

定数歌・歌合
| 名称             | 時期                       | 作者名表記              | 備考                    |
| ---------------- | -------------------------- | ----------------------- | ----------------------- |
| 右大臣兼実家百首 | 1175年（安元元年）7月      |                         |                         |
| 右大臣兼実歌合   | 1175年（安元元年）10月10日 |                         |                         |
| 花月百首         | 1190年（建久元年）         |                         |                         |
| 正治初度百首     | 1200年（正治2年）          | 丹後 宜秋門院女房       |                         |
| 新宮撰歌合       | 1201年（建仁元年）3月      | 丹後 宜秋門院官女頼行女 | 勝1持1                  |
| 和歌所影供歌合   | 1201年（建仁元年）8月3日   | 女房丹後                | 静賢法印と番い勝1負1持4 |
| 八月十五夜撰歌合 | 1201年（建仁元年）         | 丹後                    | 勝1持1                  |
| 千五百番歌合     | 1202年（建仁2年）          | 丹後                    |                         |
| 影供歌合         | 1203年（建仁3年）6月16日   | 女房丹後                | 負2持1                  |
| 春日社歌合       | 1204年（元久元年）         | 女房丹後                | 藤原忠良と番い勝2持1    |
| 元久詩歌合       | 1205年（元久2年）          | 女房丹後                | 源盛経と番い勝2持2      |
| 卿相侍臣歌合     | 1206年（建永元年）7月      | 丹後                    | 源通具と番い勝1負2      |
| 賀茂別雷社歌合   | 1207年（建永2年）2月       | 女房丹後                | 源通具と3番             |
| 鴨御祖社歌合     | 1207年（建永2年）3月7日    | 女房丹後                | 久我通光と2番           |
| 住吉社歌合       | 1208年（承元2年）          |                         |                         |

私撰集等
- 三百六十番歌合（1200年（正治2年））
  - 「丹後 九条殿女房」名で18首

私家集
- 家集は伝存しない。